# Adenia wilmsii
Adenia wilmsii är en passionsblomsväxtart som beskrevs av Hermann August Theodor Harms. Adenia wilmsii ingår i släktet Adenia och familjen passionsblomsväxter. Inga underarter finns listade i Catalogue of Life.